# Вулиця Леніна (Канів)

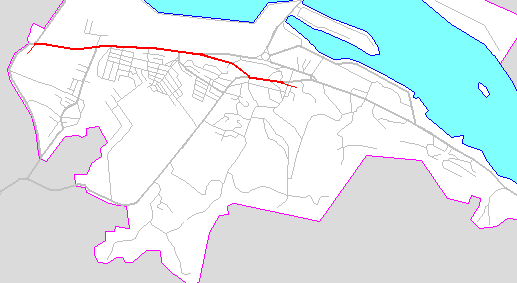
Схематичне розташування вулиці у старих межах (до 2014 року)

Ву́лиця Ле́ніна — колишня назва вулиці, що існувала в місті Канів Черкаської області України до 2015 року. В 2015 році рішеннями міської ради була розбита на 3 різні вулиці: Героїв Небесної Сотні, Успенську та Енергетиків.
- З 1 червня 2014 року початкова частина вулиці (від Дунаєцької вулиці до площі Соборної) носить назву вулиця Героїв Небесної Сотні. До вулиці Героїв Небесної Сотні відійшли будинки від № 1 до № 25 по непарній стороні і від № 2 до № 66 по парній.[1]

- З 17 листопада 2015 року частину вулиці Леніна від площі Соборної до перехрестя з вулицею Енергетиків перейменовано на вулицю Успенську, а решту вулиці Леніна до закінчення — на вулицю Енергетиків[2].